# Tänka utanför ramarna
Att tänka utanför ramarna (engelska: Thinking outside the box) är att tänka annorlunda, okonventionellt eller från ett helt nytt perspektiv. Frasen hänvisar ofta till ett nytt, kreativt och smart tänkande.
Ibland kallas denna typ av tänkande lateralt tänkande. Frasen, eller klichén, har på senare tid blivit vanligt förekommande i affärsmiljöer, bland annat av företagskonsulter. Frasen och har också gett upphov till ett antal reklamslogans.
Frasen "outside the box" ska inte blandas ihop med frasen "out of the box", vilken används för att beskriva att något är färdigt att användas direkt (färdigkonstruerat eller färdiginstallerat).